# کوه هندو
کوه هندو یک کوه در رشته‌کوه هندوکش در کشور افغانستان است. این کوه در نزدیکی ولسوالی شکردره و ولسوالی میربچه‌کوت ولایت کابل واقع شده است.